# Alberto García Martínez
Alberto García Martínez (Ciudad de México, México; 7 de enero de 1965) es un exfutbolista mexicano. Jugaba en la posición de mediocampista. Tiene tres hijos, uno de ellos es Alberto Jorge García Carpizo, que jugaba en el Club De Fútbol América y ahora se encuentra libre.

## Trayectoria
Alberto "El Guamerú" García debutó a los 22 años en primera división, el 10 de octubre de 1987 con los "Rayados" de Monterrey en contra de la Universidad de Guadalajara con un marcador de 3-3, teniendo una destacada actuación dando dos pases para gol. Con los regiomontanos consiguió un campeonato de Copa en 1991 y un subcampeonato en 1992-93
Paso al Club Deportivo Guadalajara para la temporada 1993-94, jugó con "las chivas" durante tres temporadas y después paso al Club Santos Laguna en donde jugó un año y logró el campeonato del Torneo Invierno 1996. En 1997 se fue con el Club León, fue subcampeón del Torneo Invierno 1997. Jugó un torneo con el Puebla Fútbol Club en 2000, regresó a León el siguiente torneo. Estuvo durante un año sin equipo y en 2002 jugó en el Querétaro Fútbol Club durante un año para finalmente terminar con su carrera con los Cajeteros de Celaya.

## Selección nacional
Jugó con la Selección de fútbol de México de 1989 a 1993, participó en la eliminatorias de cara al mundial de 1994 en Estados Unidos.
Fue dirigido por Manuel Lapuente, César Luis Menotti y Miguel Mejía Barón.

## Clubes
| Club        | País   | Año         | Partidos | Goles |
| ----------- | ------ | ----------- | -------- | ----- |
| Monterrey   | México | 1987 - 1993 | 145      | 14    |
| Guadalajara | México | 1993 - 1996 | 90       | 8     |
| Santos      | México | 1996 - 1997 | 37       | 3     |
| León        | México | 1997 - 2000 | 98       | 8     |
| Puebla      | México | 2000        | 8        | 0     |
| León        | México | 2001        | 3        | 0     |
| Querétaro   | México | 2002 - 2003 | 27       | 2     |
| Celaya      | México | 2003        | 5        | 2     |

## Palmarés

### Campeonatos nacionales
| Título                     | Club                     | País   | Año           |
| -------------------------- | ------------------------ | ------ | ------------- |
| Copa México                | Club de Fútbol Monterrey | México | 1991-92       |
| Primera División de México | Club Santos Laguna       | México | Invierno 1996 |